# Audi S1
El Audi S1 es un automóvil de turismo desarrollado por la empresa alemana Audi, siendo una versión deportiva del Audi A1. Pertenece al segmento B y posee tracción a cuatro ruedas.
Ambas versiones, la de tres y la cinco puertas, tienen una aceleración 0-100 en menos de 6 segundos y una velocidad máxima limitada en 250 km/h.

## Rallycross
El S1 ingresó al Campeonato Mundial de Rallycross de la FIA en el año 2014, de la mano de los equipos EKS RX y Larsson Jernberg Motorsport. El RX de Suecia de ese año fue ganado por local Mattias Ekström a bordo de este Audi. Al año siguiente, EKS ingresó al campeonato de equipos con el S1, terminando 5°. En 2016 los resultados mejoraron, y el dúo Mattias Ekström-EKS RX se llevó ambos campeonatos.

## Referencias

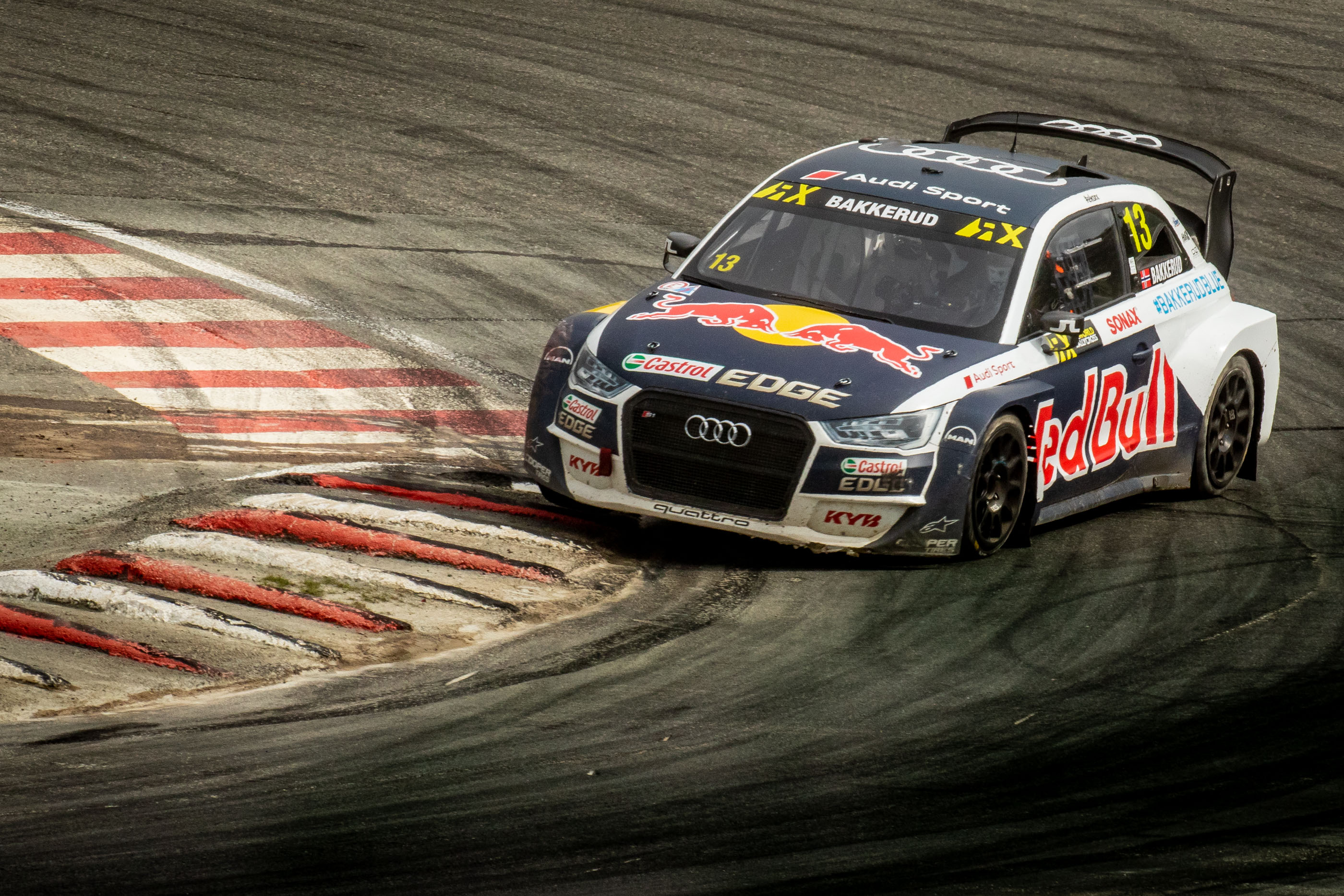
Audi S1 de Andreas Bakkerud en el World RX de Noruega 2018.